# Prefab Sprout
Prefab Sprout är en brittisk popgrupp som bildades i Witton Gilbert, County Durham nära Newcastle i England av Paddy McAloon, hans yngre bror Martin och trummisen Michael Salmon 1977. Kort därefter tillkom Wendy Smith, som bakgrundssångerska, och Michael Salmon lämnade bandet innan de släppte debutalbumet Swoon. De har haft åtta album på topp 40-placeringar på UK Albums Chart varav den mest kända är Steve McQueen.
Bandet hade en del hits på 1980- och början av 1990-talet, däribland "When Love Breaks Down", "Cars and Girls", "The King of Rock'n'Roll" och "If You Don't Love Me". Totalt har bandet haft 20 singlar på den brittiska topp 100-listan. De sju första skivorna (inklusive samlingen från 1992) nådde alla platser mellan 3 och 22 på brittiska albumlistan.

## Medlemmar
Den klassiska uppställningen av bandet är Paddy McAloon (sång, gitarr), Martin McAloon (basgitarr), Wendy Smith (sång, keyboards), Michael Salmon (trummor, 1976–1983), Neil Conti (trummor, 1984–1992). Det senaste albumet, Crimson/Red, är signerad Prefab Sprout, men är inspelad och producerad av Paddy McAloon ensam.

## Diskografi
Studioalbum
- 1984 – Swoon
- 1985 – Steve McQueen (i USA under namnet Two Wheels Good)
- 1988 – From Langley Park to Memphis
- 1989 – Protest Songs
- 1990 – Jordan: The Comeback
- 1997 – Andromeda Heights
- 2001 – The Gunman and Other Stories
- 2003 – I Trawl the Megahertz
- 2009 – Let's Change the World with Music
- 2013 – Crimson/Red

Samlingsalbum
- 1992 – A Life of Surprises – The Best of Prefab Sprout
- 1999 – 38 Carat Collection

Singlar/EP (topp 100 på UK Singles Chart)
- "Don't Sing" (1984) (#62)
- "When Love Breaks Down" (1984) (#88)
- "Faron Young" (1985) (#74)
- "Appetite" (1985) (#92)
- "When Love Breaks Down" (återutgåva) (1985) (#25)
- "Johnny Johnny" (kallad "Goodbye Lucille No. 1" på albumet Steve McQueen) (1986) (#64)
- "Cars and Girls" (1988) (#44)
- "The King of Rock 'n' Roll" (1988) (#7)
- "Hey Manhattan!" (1988) (#72)
- "Nightingales" (1988) (#78)
- "The Golden Calf" (1989) (#82)
- "Looking for Atlantis" (1990) (#51)
- "We Let The Stars Go (1990) (#50)
- Jordan - The EP (1991) (#35)
- "The Sound of Crying" (1992) (#23)
- "If You Don't Love Me" (1992) (#33)
- "All The World Loves Lovers" (1992) (#61)
- "Life of Surprises" (1993) (#24)
- "A Prisoner of the Past" (1997) (#30)
- "Electric Guitars" (1997) (#53)